# Lederindustrie-Berufsgenossenschaft
Die Lederindustrie-Berufsgenossenschaft (abgekürzt Leder-BG oder auch LIBG) war eine gewerbliche Berufsgenossenschaft. Der Sitz der seit 1885 bestehenden LIBG befand sich in Mainz als Verwaltungsgemeinschaft mit der Papiermacher- und Zucker-Berufsgenossenschaft. Zum 1. Januar 2010 schlossen sich diese drei Berufsgenossenschaften und drei weitere zur Berufsgenossenschaft Rohstoffe und chemische Industrie (BG RCI) zusammen.
Im letzten Jahr ihres Bestehens, 2009, betreute die LIBG 15.647 Mitgliedsbetriebe mit 75.290 Vollarbeitern.

## Zuständigkeit
Als deutscher Sozialversicherungsträger betreute sie im Rahmen der gesetzlichen Unfallversicherung bundesweit folgende Unternehmenszweige:
- Herstellung und Zurichtung von Leder, Herstellung von Pergament und Rohhaut
- Herstellung von technischen Artikeln aus Leder und ähnlichen Erzeugnissen, Arbeitsschutz und Stanzartikel, Pressereien, Prägeanstalten
- Herstellung von Koffern, Mappen, Taschen aller Art, Etuis, Riemen, Gürteln, Maßbändern, Galanteriewaren usw. Feinsattlereien
- Fahrzeugausstatter
- Herstellung von Wachstuch, Ledertuch und ähnlichen Erzeugnissen, Herstellung von Linoleum
- Handwerkliche Raumausstatter, Sattler, Polsterer, Dekorateure
- Industrielle Herstellung von Polsterwaren und -material